# 竹林禪派
竹林禪派，全稱安子竹林（Trúc Lâm Yên Tử），是越南本土的一個禪宗宗派。這個宗派由陳朝皇帝陳仁宗受到禪宗无言通派、儒家和道家哲學的影響而創立。此後，由於儒家思想在宮廷佔據優勢地位而衰落。
根據《禪苑集英》記載，竹林禪派主要人物包括陳仁宗、法螺、玄光、安心、浮雲靜慮、無著、國一、圓明、道惠、圓遇、總持、珪琛、山燈、香山、智容、慧光、真住、無煩。陳仁宗、法螺、玄光三人並稱竹林三祖。